# Make Up (canción de Ariana Grande)
«Make Up» (estilizado en minúsculas) es la séptima pista del quinto álbum de estudio de la cantante estadounidense Ariana Grande. Fue lanzado el 8 de febrero de 2019 a través de Republic Records. Una versión en vivo de la canción aparece en el álbum K Bye For Now (SWT Live) (2019) que fue lanzado el 22 de diciembre de 2019.

## Antecedentes
Make Up fue escrita por Grande, Victoria Monet, Tayla Parx, Tommy Brown y Brian Baptiste y fue producida por estos dos últimos, el arreglo y producción vocal estuvo a cargo de Victoria, Tayla Y Grande.
Grande tuiteó parte de la letra de la canción en su Twitter en enero 24 con una foto de la filmación de su video musical de su canción 7 Rings

## Recepción de la crítica
La revista Pitchfork dijo lo siguiente "el fabuloso "maquillaje" facsímil de Beyoncé, pero todavía es la existencia del álbum lo que emociona. La suave familiaridad de las referencias musicales de Grande hace que las canciones pop del momento sean digeribles sin esfuerzo, pero están elevadas por una desesperación palpable que se encuentra justo debajo de la superficie." 

## Recepción comercial
Make Up debutó en la posición número #48 del Billboard Hot 100 siendo esta la única canción del álbum que no llegó más allá del top 40 del conteo, la canción ha vendido 500.000 unidades en los Estados Unidos por qué lo que es eligible para certificar oro en los Estados Unidos haciendo que álbum tenga todos sus canciones eligible o certificadas en el país

## Créditos y personal
Créditos adaptados
- Composición-Ariana Grande
- Composición- Victoria Monet
- Composición- Tayla Parx
- Composición- Tommy Brown
- Composición-Brian Baptiste
- Productor-Tommy Brown
- Productor-Brian Baptista
- Productor Vocal-Victoria Monet
- Productor Vocal-Taylor Parx
- Productor Vocal, Arreglista Vocal-Ariana Grande